# Claudia Testoni

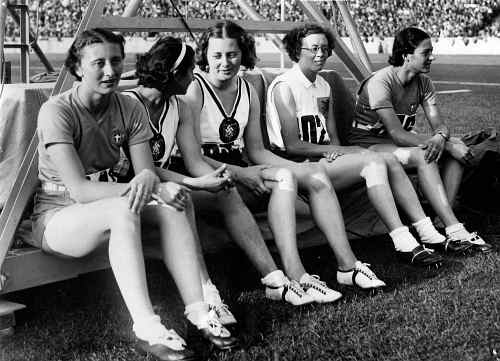
Claudia Testoni, OS 1936 (5 av 6 finalister på 80 häcklöpning damer: fr vä Ondina Valla, Doris Eckert, Anni Steuer, Kitty ter Braake, Testoni

Claudia Testoni (gift Pedrazzini), född 19 december 1915 i Bologna, regionen Emilia-Romagna; död 17 juli 1998 i Cagliari regionen Sardinien; var en italiensk friidrottare med löpgrenar som huvudgren. Testoni var en pionjär inom damidrott och blev guldmedaljör vid EM i friidrott 1938 (det första EM där damtävlingar var tillåtna även om herrtävlingen hölls separat).

## Biografi
Claudia Testoni föddes 1915 i Bologna i norra Italien. Efter att hon börjat med friidrott tävlade hon i kortdistanslöpning och häcklöpning samt höjdhopp och längdhopp. Hon gick med i idrottsföreningen "SEF Virtus Bologna" och senare tävlade hon för "Venchi Unica Torino" i Turin.
1931 deltog hon i sin första stora tävling vid Olimpiadi della Grazia i Florens. Hon tävlade i löpning och häcklöpning dock utan att ta medalj. Den 29 juni 1932 satte hon sedan världsrekord i stående längdhopp med 1,29 meter vid tävlingar i Bologna.
1936 deltog hon vid Olympiska sommarspelen i Berlin dock utan att ta medalj. Hon slutade på 4.e plats på 80 m häcklöpning och på 4.e plats på stafett 4 x 100 meter (med Lidia Bongiovanni, Ondina Valla, Fernanda Bullano och Claudia som 4.e löpare).
1938 deltog hon vid EM 17 september–18 september på Praterstadion i Wien. Under tävlingarna tog hon guldmedalj i 80 meter häcklöpning med 11,6 sek före Lisa Gelius och Kitty ter Braake. Tiden blev ett (inofficiellt) världsrekord (IAAF klassade rekord först från 1969 med 100 m häcklöpning).
Åren 1938–1939 presterade Testoni ytterligare flera världsrekord i 80 meter häcklöpning. Två av dessa (11,3 sek vid tävlingar 23 juli 1939 i Garmisch-Partenkirchen och 11,3 sek vid tävlingar 13 augusti 1939 i Dresden) godkändes av IAAF.
Testoni tog en rad italienska mästartitlar:
- 60 meter: 1933
- 80 meter: 1932
- 100 meter: 1932, 1937, 1940
- 200 meter: 1933, 1934
- 80 häcklöpning: 1935, 1936, 1938, 1939, 1940
- Stafett 4 x 100 meter: 1934, 1936, 1939
- Längdhopp: 1931, 1932, 1933, 1934, 1935, 1937, 1938

Senare gifte hon sig och drog sig tillbaka från tävlingslivet. Claudia Testoni dog 1998 i Cagliari på Sardinien.